# Tallone di Achille

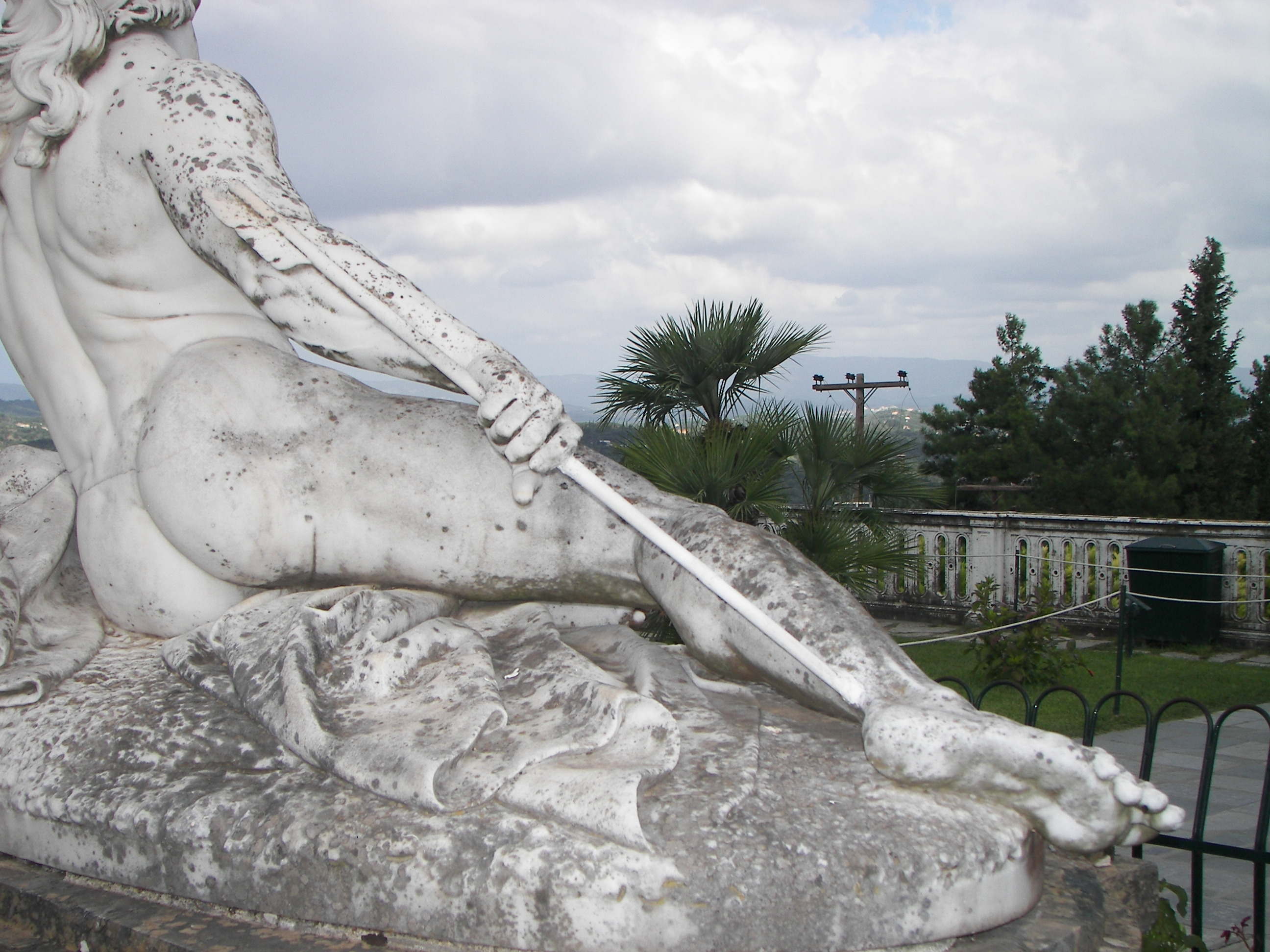
Achille morente, dettaglio del tallone trafitto, scultura, Corfù, Achilleion.

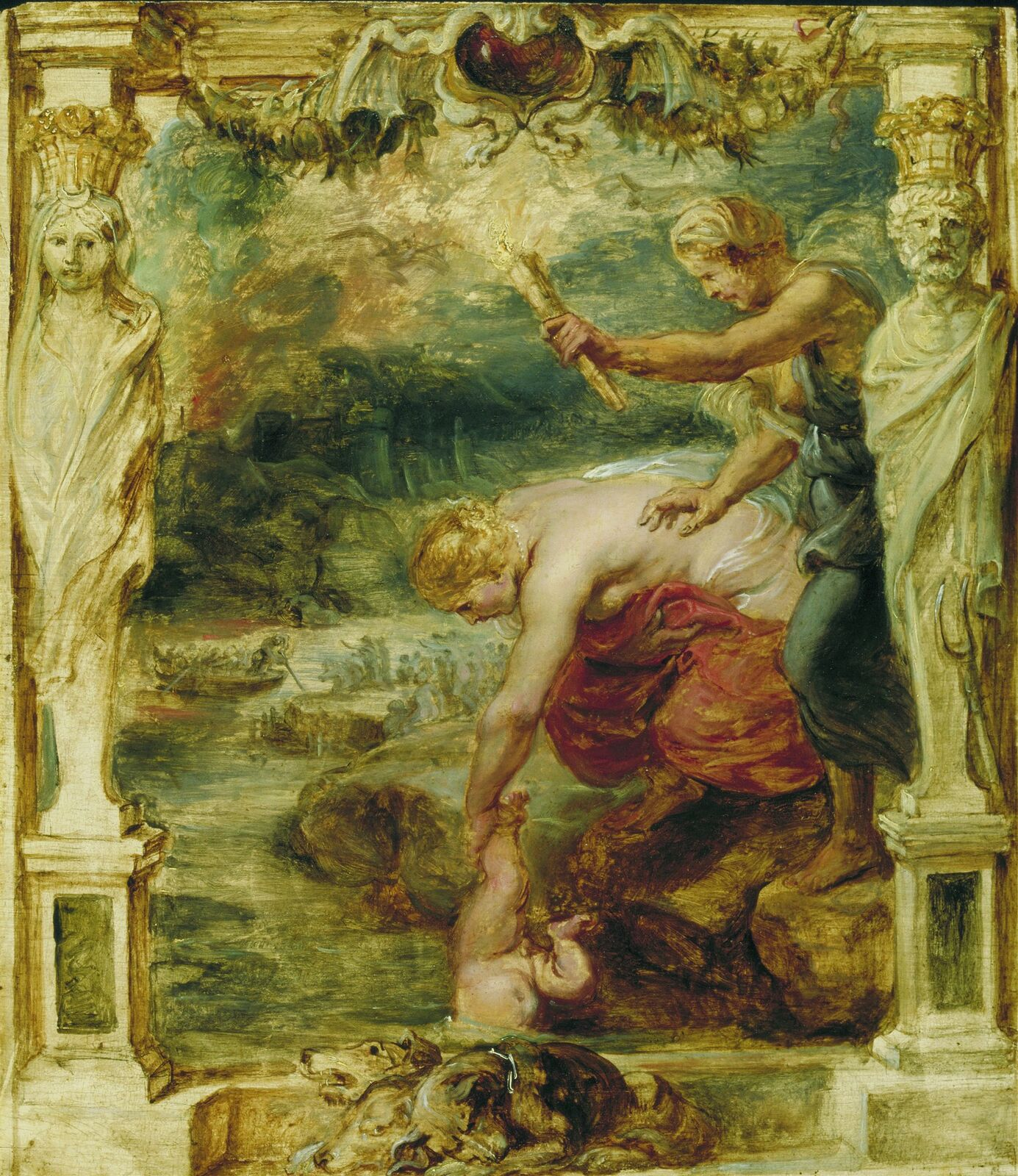
Olio su tela di Peter Paul Rubens (1625 ca.) raffigurante la ninfa Teti nell'atto di immergere suo figlio Achille nel fiume Stige, che scorre verso l'Ade. Nello sfondo il traghettatore Caronte che trasporta i morti attraverso il fiume.

Con tallone di Achille si intende indicare il punto debole nascosto di una persona, di una macchina o di un sistema.

## Origini
La dicitura deriva dal mito secondo cui l'eroe greco Achille sarebbe stato immerso, bambino, dalla ninfa Teti (la madre) nelle acque del fiume Stige, così che divenisse invulnerabile. Per immergere Achille, la madre dovette tenerlo per il tallone, che rimase così l'unica parte vulnerabile. La vicenda non compare nel mito greco, ma è successiva; è presente nel poema incompleto Achilleide di Stazio del I secolo.
In altre fonti viene narrato come, durante la guerra di Troia, Paride, venuto a conoscenza del punto debole dell'eroe, uccise Achille colpendolo con una freccia al tallone, in quanto esso era l'unica parte scoperta dall'armatura.

## Prime attestazioni nella cultura moderna
Una delle prime attestazioni note di questa espressione in epoca moderna si fa risalire a D'Alembert, scienziato francese del XVIII secolo. Nella letteratura inglese, invece, il più vecchio riferimento noto, seppur implicito, al tallone d'Achille è quello di Samuel Taylor Coleridge in The Friend; a literary, moral and political weekly paper:
(Samuel Taylor Coleridge. The Friend; a literary, moral and political weekly paper)
Per la sua comparsa nei dizionari italiani bisognerà invece attendere gli anni 1910.
Degna di nota, infine, è la denominazione della struttura anatomica nota come tendine di Achille. La più antica annotazione conosciuta del termine risale al 1693 ed è dovuta all'anatomista fiammingo ed olandese Philip Verheyen. Nel suo testo ampiamente utilizzato Humani Corporis Anatomia (capitolo XV, pagina 328), ha descritto la posizione del tendine e disse che era comunemente chiamato chorda Achillis.